# Erling Ivarsson
Erling Ivarsson, född 29 juni 1950, död 4 november 2003, var en svensk präst. 
Ivarsson var präst inom Svenska kyrkan, men också ett aktat namn inom frikyrkorörelsen. Han var föreståndare för Åh stiftsgård 1989–1998, och utsågs 1999 till komminister i Buråskyrkan i Johannebergs församling i Göteborg. Han tjänstgjorde där bland annat som kaplan vid de lovsångsmässor som Stiftelsen Markusgården (nuvarande Markusstiftelsen) hade i Buråskyrkan. Han tillhörde även ledningen för Oasrörelsen inom Svenska kyrkan, och var en välkänd krönikör i Göteborgs-Posten. 
Tillsammans med Åke Danielsson utgav han boken "Han såg och trodde – en vandring genom Johannesevangeliet" (1991). Postumt utgavs 2005 boken Den djupaste lojaliteten av Församlingsförlaget med en samling av de krönikor han återkommande skrev i Göteborgs-Posten inför veckosluten.